# Amortage
Amortage è il primo EP della cantante e attrice sudcoreana Jisoo, pubblicato il 14 febbraio 2025 dalla Blissoo e Warner.

## Descrizione
Amortage, titolo dell'EP, deriva dall'unione del latino amor e dell'inglese montage e rappresenta la tematica principale del progetto, cioè l'esplorazione dei diversi stadi di una relazione amorosa. La stessa Jisoo l'ha descritto come «una collezione di storie sull'amore – gli alti, i bassi e tutto ciò che viene in mezzo».
L'EP si compone di quattro brani, di cui due in lingua inglese e i restanti due eseguiti sia in inglese che in coreano.

## Promozione
Lights, Love, Action!, un tour di fan meeting che toccherà sette città in tutta l'Asia, è stato annunciato con lo scopo di promuovere l'EP. Inoltre, la sera del giorno di uscita dell'album si è tenuto un fan meeting locale in due sessioni presso il CGV Cheongdam CineCity di Gangnam.

## Accoglienza
| Recensione | Giudizio |
| ---------- | -------- |
| NME        |          |

Crystal Bell di NME ha assegnato all'EP quattro stelle su cinque, lodandolo per la sua capacità di esaltare i punti di forza di Jisoo e per il suo sicuro abbraccio ai «piaceri senza tempo del pop», che ha individuato in «melodia, emozione e un tocco di malizia». Scrivendo per Billboard, Jeff Benjamin ha elogiato l'EP definendolo «un'opera che mette in risalto i punti di forza della star spingendosi verso nuove vette creative». Ha ritenuto che il suo concept, un «montaggio d'amore», abbia permesso a Jisoo di «giocare con una gamma di sonorità, sentimenti e stili vocali», mostrando una superstar «sempre più sicura di sé e con una prospettiva globale».

## Tracce
1. Earthquake – 3:10 (Jisoo, Jack Brady, Jordan Roman, Sarah Troy, Sara Boe)
2. Your Love – 2:53 (Jisoo, Jack Brady, Jordan Roman, Violet Skies, Lilian Caputo, Jenna Raine)
3. Tears – 3:02 (Jisoo, Jack Brady, Jordan Roman, Kristin Carpenter, Sophie Simmons)
4. Hugs & Kisses – 3:09 (Jisoo, Jack Brady, Jordan Roman, Austin Wolfe, Chloe Copeloff)

## Classifiche
| Classifica (2025) | Posizione massima |
| ----------------- | ----------------- |
| Corea del Sud     | 1                 |
| Croazia           | 4                 |
| Grecia            | 12                |
| Portogallo        | 160               |
| Svizzera          | 86                |

## Date di pubblicazione
| Paese                 | Data             | Formato                      | Etichetta       | Nota   |
| --------------------- | ---------------- | ---------------------------- | --------------- | ------ |
| Mondo                 | 14 febbraio 2025 | Download digitale, streaming | Blissoo, Warner | [ 12 ] |
| Corea del Sud         | 14 febbraio 2025 | CD, KiT, NFC                 | Blissoo, Warner | [ 13 ] |
| Stati Uniti d'America | 14 marzo 2025    | CD, KiT, NFC                 | Blissoo, Warner | [ 14 ] |
| Canada                | 14 marzo 2025    | CD, KiT, NFC                 | Blissoo, Warner | [ 15 ] |
| Europa                | 14 marzo 2025    | CD, KiT, NFC                 | Blissoo, Warner | [ 16 ] |
| Corea del Sud         | 30 maggio 2025   | LP                           | Blissoo, Warner | [ 17 ] |